# Championnat du monde masculin de basket-ball 2006
Navigation
Édition précédente Édition suivante
Le championnat du monde de basket-ball 2006 se déroulait au Japon du 19 août au 3 septembre 2006 et a vu la victoire de l'Espagne.
Pour la première fois, ce sont 24 équipes qui ont participé au Championnat du monde, au lieu de 16 lors des précédentes éditions.
Le Japon, pays organisateur, était qualifié d’office.

## Le contexte avant le championnat

### Contexte sportif et local
Ce championnat du monde intervient deux mois après la Coupe du monde de football qui a connu un succès populaire très important. Il se déroule au Japon qui souhaite développer le basket-ball sur son territoire, notamment avec sa nouvelle Bj League, comme cela a été fait avec un autre mondial quatre ans plus tôt pour le football.

### Contexte politique
La préparation de l'équipe du Liban a été fortement perturbée par l'actualité politique dans son pays, ébranlé par le conflit qui l'oppose à Israël.
C’est la dernière sortie de l’équipe serbo-monténégrine avant la scission en deux entités distinctes. Néanmoins il est à signaler que la sélection serbo-monténégrine est vierge de joueurs monténégrins dans ce championnat. De plus le logo, présent sur le maillot de la fédération de Serbie-et-Monténégro a laissé sa place au blason de la Serbie, bien que la mention SCG (pour Srbija i Crna Gora, soit Serbie-et-Monténégro en serbe) ait été conservée.
Le 28 août 2006
, la FIBA a annoncé que le Monténégro deviendrait à partir du 4 septembre (c’est-à-dire au lendemain de la fin de la compétition) le 213e membre de la FIBA et que la Serbie prendrait la suite de l’équipe serbo-monténégrine.

### Contexte en basket-ball
Les équipes en présence ont chacune, avant le début de la compétition, quelque chose à démontrer. Les États-Unis doivent retrouver leur suprématie après les échecs cuisants de 2002 et de 2004. Emmenés par la supposée génération dorée de la Draft 2003 de la NBA (Wade, James, Hinrich, Anthony, Bosh…) et surtout entraînés par Mike Krzyzewski.
L'Argentine doit confirmer qu'elle est bien la meilleure équipe du monde après sa médaille d'or aux Jeux olympiques tout en sachant que c'est l'une des dernières sorties de sa grande équipe, la relève tardant à montrer le bout de son nez. À l'inverse de la Serbie-et-Monténégro, championne du monde en titre, qui affiche une équipe rajeunie, dénuée de « vedettes de NBA », mais qui reste sur un catastrophique championnat d'Europe 2005 à domicile.
La Grèce doit confirmer son statut de champion d'Europe avec un jeu radicalement différent de l'Allemagne ou de la France qui affichent elles aussi de grandes ambitions, emmenées par les NBAers Dirk Nowitzki, Boris Diaw, etc.
Toutefois, des blessures de dernière minute vont légèrement changer les effectifs avant le début du Mondial, on notera les absences de Tony Parker (France - fracture), Gilbert Arenas (États-Unis - problème physique), Boniface N’Dong (Sénégal - blessure), etc.

## Autour du championnat

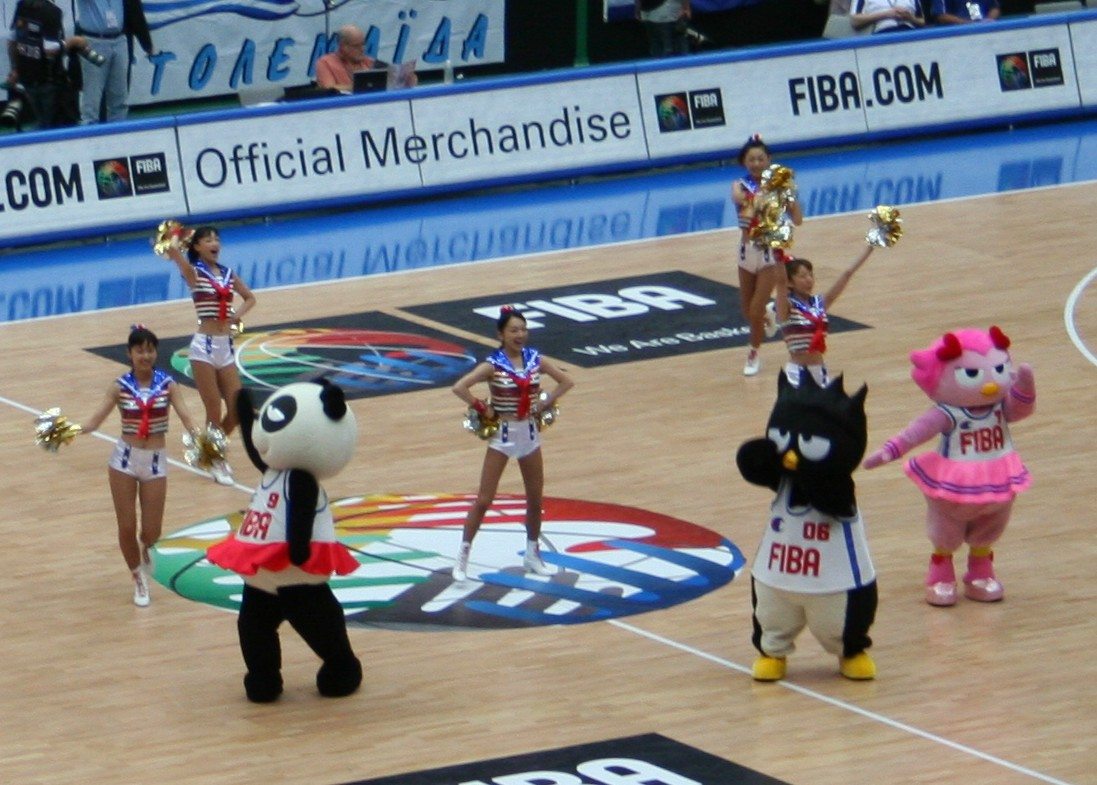
Les animations...

### Les mascottes
Bad Badtz-Maru (ja), un manchot qui déteste perdre, a été choisi comme mascotte de ce championnat. Il joue au basket-ball avec sa sœur Bad Tsunko, son ami Good Hanamaru, son rival Ijyuin Pandaba, et ses parents, Mama et Papa. Lui et sa bande sont les personnages d'une série animée à grand succès au Japon. Un accord a été trouvé entre la FIBA et la production Sanrio Co., Ltd. & Sanrio Far East Company, Ltd. pour que les personnages soient les mascottes du tournoi. Leur lancement s'est déroulé le 13 décembre 2005.

### Les animations
Les troupes de danseuses les Red Foxes (Russie) et les Euro Dancers assurent principalement les animations lors des matchs à Saitama.

### Le sponsoring
Six sponsors sont des partenaires de la FIBA, tous sont européens ou nord-américains, alors que huit sponsors sont spécialement partenaires de la compétition, et sont principalement issus des pays asiatiques (majoritairement du Japon).

### Les affiches, le slogan
C'est un côté plus traditionnel que l'on retrouve sur les affiches de ce championnat, bien loin donc des mascottes issues du monde de l'animation. Le slogan illustre la situation des forces en présence, bien loin des périodes de domination (URSS, Yougoslavie ou États-Unis) qui faisaient le championnat du monde autrefois. Ce slogan énonce donc : One world, one title, c'est-à-dire : « un monde, un titre ».
L'affiche, elle, représente des basketteurs jouant devant le Mont Fuji alors qu'en avant-plan, on retrouve un sumotori à l'air agressif, dribblant avec un des ballons officiels du tournoi. Le bas de l'affiche n'est pas sans rappeler celle des grands œuvres cinématographiques puisqu'elle annonce une partie des acteurs attendus lors de la compétition.

### La campagneClean Game
En accord avec le Comité international olympique et l'Agence mondiale antidopage, la FIBA a inscrit ce championnat dans l'esprit de la lutte contre le dopage dans le sport avec la campagne Clean Game(Jeu propre en français) lancée en 2002. Plus officielle que les précédentes interventions sur ce sujet, la campagne est associée à un logo où le terme Jeu propre est décliné en plusieurs langues afin d'ancrer un peu plus l'importance de la campagne dans l'image que les gens se font du basket-ball. Certains joueurs (échauffement des joueurs angolais pour le match France-Angola) ont même arboré des T-shirt orange (floqué du logo) afin de bien montrer l'importance d'un tel mouvement aux yeux de tous.

## Couverture médiatique
L'édition 2006 de la compétition fut la plus suivie de toutes par le presse mondiale avec 1900 accréditations pour plus de 60 pays. En comparaison, l'édition 1998 comptait 1400 média accrédités provenant de 51 pays, signe de l'accroissement de la notoriété du championnat du monde. Les pays ayant sollicité le plus la F.I.B.A. sont le Brésil, la Chine, la France, l'Allemagne, la Grèce, l'Italie, le Nigeria, les États-Unis, la Turquie, la Serbie & Monténégro, l'Espagne et le Venezuela.
La compétition a été diffusée à la télévision dans plus de 150 pays, bien que, contrairement à la Coupe du Monde de Football, la couverture ne fut pas toujours assurée par les chaines publiques. Au Japon même, c'est TBS et Sky Perfect qui étaient propriétaires des droits. En France, par exemple, ce sont les chaînes Canal+ et Sport+ qui détenaient les droits. Dans les pays germanophones, c'est la chaine privée DSF qui a retransmis les rencontres. Les pays arabes ont pu suivre les exploits sportifs grâce à Al-Jazeera. Aux États-Unis, où il fait nuit quand ont lieu les matches et avec une population peu intéressée par cette compétition, c'est le réseau ESPN qui a couvert quelques matchs, dont ceux de la sélection nationale. Toutefois 600 000 Américains ont regardé la rencontre États-Unis - Porto Rico, diffusée durant la nuit. En Espagne, la chaine privée La Sexta a diffusé les matchs, et a battu son record d'audience lors de la finale avec 3 639 000 téléspectateurs, soit 47,6 % d'audience.

## Récit de la compétition

### Tour préliminaire
Ce championnat du monde débute par la défaite (logique) du pays hôte, le Japon, et par une annonce extra-sportive, celle de la suspension pour trois matchs du néo-zélandais Mark Dickel après un contrôle positif à la marijuana.
L'Espagne crée la sensation en restant invaincue tout comme l'Argentine, les États-Unis et la Grèce bien que cette dernière eut plus de difficultés contre certaines équipes.
Du côté des surprises, on notera le beau parcours de la Turquie, avec son équipe très jeune, mais également la bonne entame des trois équipes africaines, ou encore la victoire du Liban face à la France.

### Seconde phase

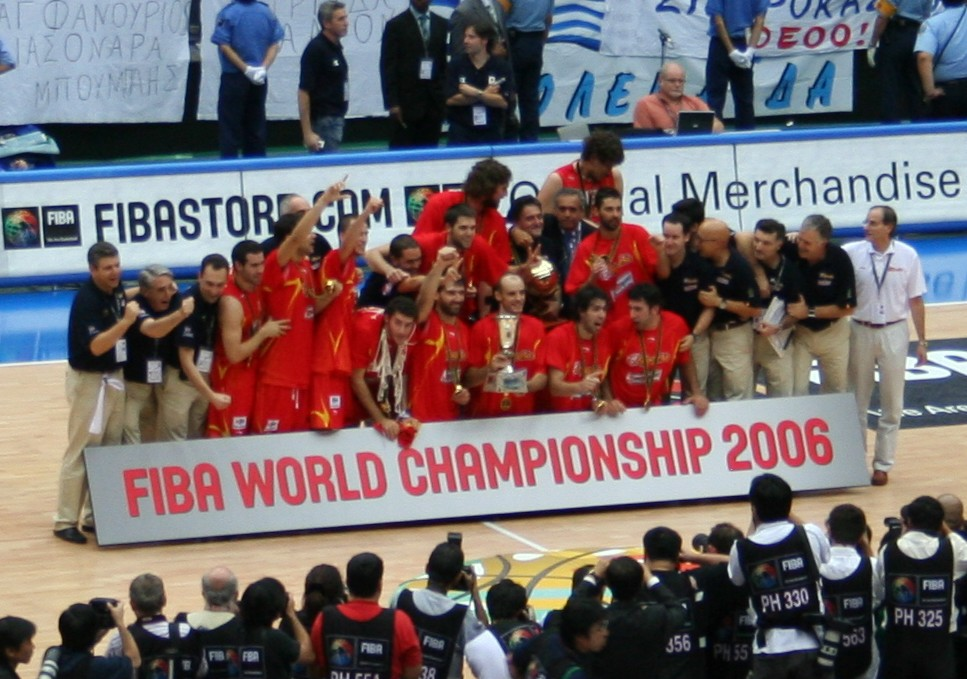
L'équipe victorieuse

Lors des huitièmes de finale, la logique est respectée compte tenu des performances du premier tour, hormis l'élimination de l'Italie par la Lituanie dans les ultimes secondes (avec un très grand nombre de lancers-francs tirés, mais seulement trois inscrits de part et d'autre).
En quarts de finale, aucune surprise, les quatre équipes jusque-là invaincues le restent. On assiste à une séparation dans ce championnat du monde entre quatre équipes au-dessus du lot, et le reste des compétiteurs qui ont le meilleur niveau mondial, mais ne peuvent rivaliser avec ces quatre « têtes de série ».
En demi-finale, on assiste à une prise de pouvoir de l'Europe sur l'Amérique. La Grèce crée la première sensation de la journée en éliminant les États-Unis alors que dans les ultimes secondes l'Espagne se défaisait de l'Argentine, championne olympique et vice-championne du monde en titre. La finale par contre est à sens unique. Pepu Hernández, entraîneur de la sélection espagnole, a perdu son père la veille de la finale. Il a tenu à ne pas en informer l'équipe avant la fin du match pour ne pas perturber le groupe. Privée de Pau Gasol, blessé, l'Espagne entame le match de manière tonitruante, laissant rapidement à la traîne les Grecs, en peine avec leurs tirs extérieurs. Rien ne semble arrêter les Ibériques qui dominent tous les compartiments du jeu, emmenés par un Jorge Garbajosa en leader offensif. Les Grecs, peut-être émoussés par leur demi-finale, ne peuvent qu'assister, impuissants, au sacre des Espagnols comme nouveaux Campeones del mundo de baloncesto (« champions du monde de basket-ball » en espagnol).
Ils sont honorés le soir même à leur rentrée au pays, dans la capitale Madrid. L'équipe des États-Unis, qui finit troisième, a exigé de se faire remettre ses médailles à l'issue du match pour la troisième place (la veille de la finale) pour prendre son avion au plus vite. Elle n'était donc pas présente sur le podium.

### Les conséquences
L'élimination de certaines équipes se répercute sur leurs entraîneurs. Ainsi Julio Toro (Porto Rico) et Ted Baldwin (Nouvelle-Zélande) ont démissionné de leurs fonctions. Pendant ce temps, le président de la Turquie a tenu à féliciter personnellement (par voie téléphonique) les joueurs de la sélection turque, un discours bien différent de celui tenu à l'issue du précédent Eurobasket.
Les journaux espagnols, habitués à faire pour la plupart les gros titres sur le football, bien que la Liga ACB ait une place importante, ont tous changé leurs habitudes pour faire place au succès de l'équipe nationale. Ils en profitent pour rappeler que le roi d'Espagne a tenu à féliciter avec empressement ces « héros ».

## Équipes participantes et groupes
| Groupe A             | Groupe B         | Groupe C  | Groupe D   |
| -------------------- | ---------------- | --------- | ---------- |
| Nigeria              | Panama           | Qatar     | Sénégal    |
| Liban                | Nouvelle-Zélande | Australie | États-Unis |
| Argentine            | Allemagne        | Turquie   | Chine      |
| France               | Japon            | Lituanie  | Italie     |
| Venezuela            | Espagne          | Brésil    | Porto Rico |
| Serbie-et-Monténégro | Angola           | Grèce     | Slovénie   |

Places attribuées lors des Championnats continentaux (qui se déroulèrent en fonction des continents à l'été et à l'automne 2005) :
- FIBA Europe - Grèce, Allemagne, France, Espagne, Lituanie, Slovénie
- FIBA Amériques - Brésil, Venezuela, États-Unis, Panamá (plus l’Argentine qualifiée d'office : championne olympique en titre)
- FIBA Afrique - Angola (Champion d'Afrique), Nigeria, Sénégal
- FIBA Asie - Chine, Liban, Qatar (plus le Japon qualifié d'office)
- FIBA Océanie - Australie (Championne d'Océanie), Nouvelle-Zélande

Les quatre dernières places ont été attribuées en novembre 2005 par la FIBA sous forme d'invitations : Italie, Porto Rico, Serbie-et-Monténégro et Turquie.

## Salles
| Ville     | Salle                              |
| --------- | ---------------------------------- |
| Hamamatsu | Hamamatsu Arena                    |
| Hiroshima | Hiroshima Green Arena              |
| Saitama   | Saitama Super Arena                |
| Sapporo   | Hokkaido Prefectural Sports Center |
| Sendai    | Sendai-city Gymnasium              |

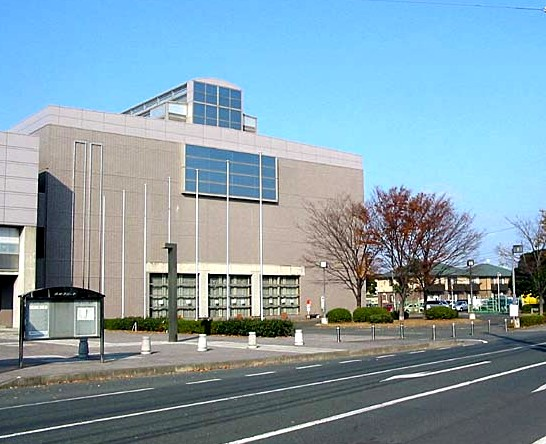
Hamamatsu Arena
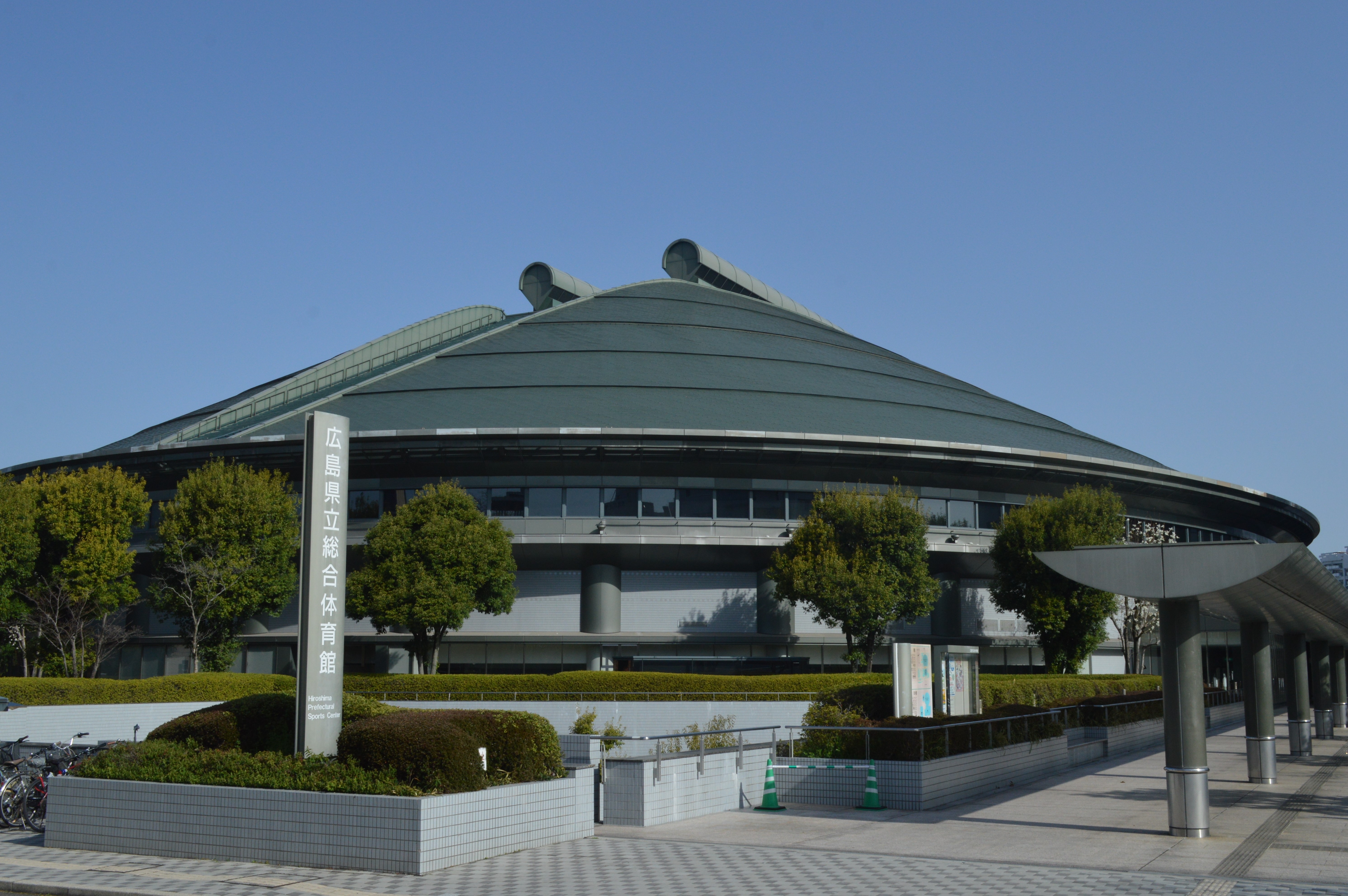
Hiroshima Green Arena
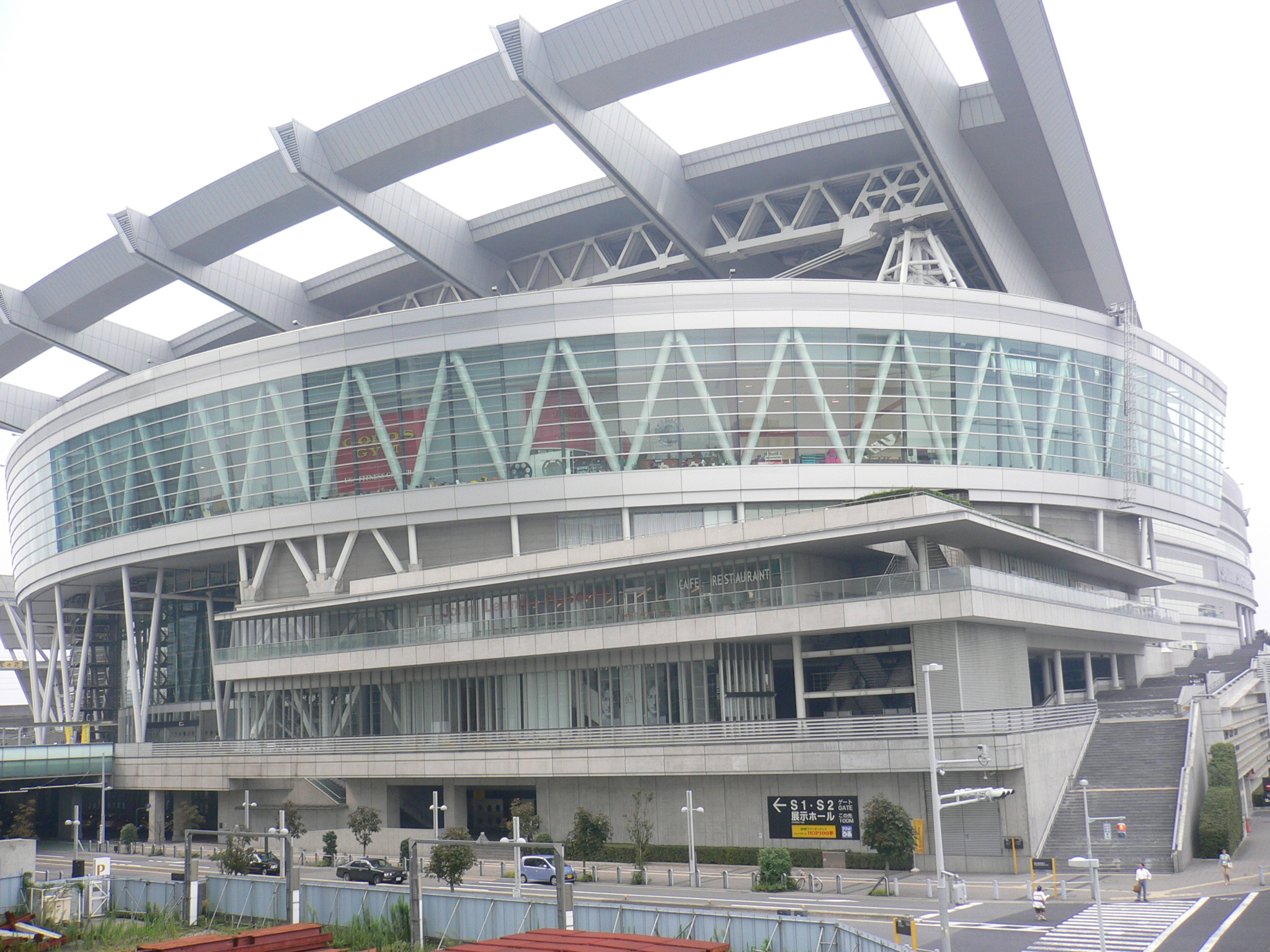
Saitama Super Arena
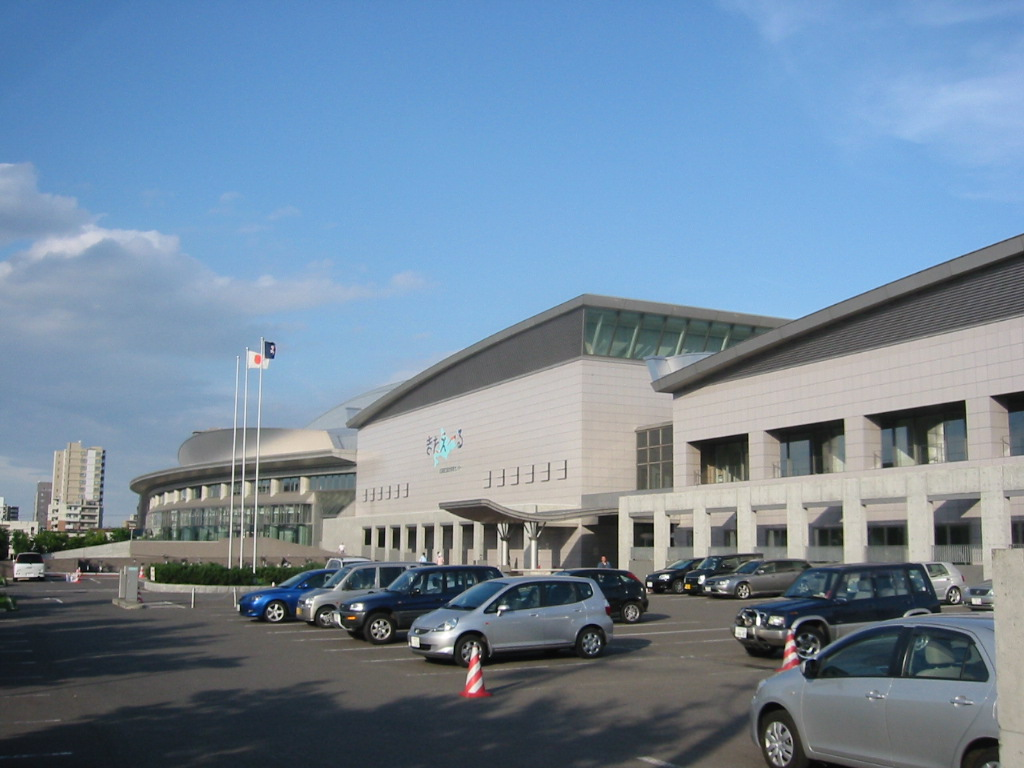
Hokkaido Prefectural Sports Center
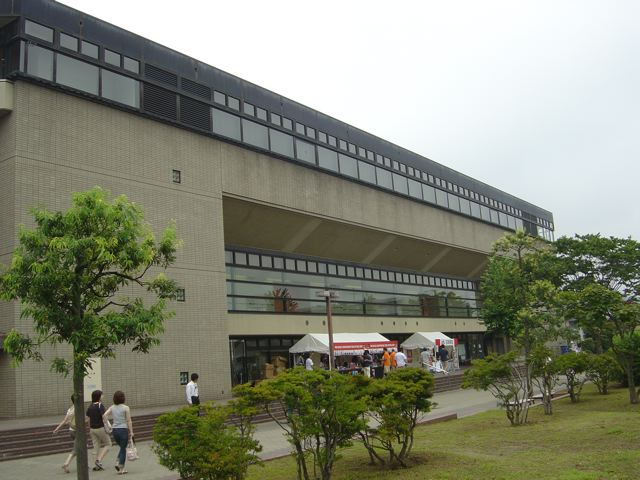
Sendai-city Gymnasium

## Arbitres
40 arbitres professionnels ont été sélectionnés par la FIBA pour ce championnat du monde :
| - Aibara, Nobuyasu - Ankarali, Recep - Arteaga, Juan - Avanessian, Heros - Aylen, Michael - Bachar, Shmuel - Belosevic, Ilija - Brazauskas, Romualdas - Butler, Scott Jason - Carrión, José Aníbal | - Cerebuch, Guerrino - Chiti, Alejandro César - Chlif, Abdellilah - Delgado Casadiego, Daniel Alfredo - Dovidavicius, Virginijus - Estévez, Pablo Alberto - Facchini, Fabio - Hirahara, Yuji - Homsy, Mike Amir - Jovčić, Milivoje | - Jungebrand, Carl - Maranho, Cristiano Jesus - Martín, José - Mercedes Sánchez, Reynaldo Antonio - Miyatake, Yosuke - Moore, Terry Matthew - Muhimua Joao, Abreu - Muhvić, Dubravko - Noujaim, Rabah - Pukl, Saša | - Rush, Eddie Fernanzo - Ryzhyk, Borys - Simao, Domingos Francisco - Sudek, Petr - Trías Iglesias, Álvaro Darío - Vázquez, Jorge - Viator, Eddie - Voreádis, Lázaros - Yang, Maogong - Zavlanós, Nikólaos |

## Groupes préliminaires
- Match d’ouverture : 19 août 2006 à 13h heure locale (l'heure locale = UTC+09:00 ; CEST  = UTC+02:00 soit sept heures de décalage).
- Les quatre premiers de chaque groupe sont qualifiés pour les huitièmes de finale. Les équipes à égalité de points (deux une victoire, un une défaite) se départagent à leur(s) match(s) particulier(s).

| Groupe A                                  |                      |     |   |   |     |     |      |      |
|                                           | Équipe               | Pts | G | P | PP  | PC  | Diff | Dep  |
| 1                                         | Argentine            | 10  | 5 | 0 | 464 | 339 | +125 |      |
| 2                                         | France               | 8   | 3 | 2 | 353 | 329 | +24  |      |
| 3                                         | Nigeria              | 7   | 2 | 3 | 371 | 393 | -22  | (2v) |
| 4                                         | Serbie-et-Monténégro | 7   | 2 | 3 | 409 | 352 | +57  | (1v) |
| 5                                         | Liban                | 7   | 2 | 3 | 357 | 451 | -94  | (0v) |
| 6                                         | Venezuela            | 6   | 1 | 4 | 336 | 426 | -90  |      |
|                                           |                      |     |   |   |     |     |      |      |
| Nigeria · Liban · Argentine               |                      |     |   |   |     |     |      |      |
| France · Venezuela · Serbie-et-Monténégro |                      |     |   |   |     |     |      |      |

| Sam 19 août 13h | Venezuela            | 72  | 82  | Liban                | (1e) |
| Sam 19 août 16h | Serbie-et-Monténégro | 75  | 82  | Nigeria              | (-e) |
| Sam 19 août 19h | Argentine            | 80  | 70  | France               | (-e) |
| Dim 20 août 13h | Nigeria              | 77  | 84  | Venezuela            | (-e) |
| Dim 20 août 16h | Liban                | 72  | 107 | Argentine            | (-e) |
| Dim 20 août 19h | France               | 65  | 61  | Serbie-et-Monténégro | (-e) |
| Lun 21 août 13h | Argentine            | 96  | 54  | Venezuela            | (-e) |
| Lun 21 août 16h | Serbie-et-Monténégro | 104 | 57  | Liban                | (-e) |
| Lun 21 août 19h | France               | 64  | 53  | Nigeria              | (-e) |
| Mer 23 août 13h | Nigeria              | 64  | 98  | Argentine            | (-e) |
| Mer 23 août 16h | Venezuela            | 65  | 90  | Serbie-et-Monténégro | (-e) |
| Mer 23 août 19h | Liban                | 74  | 73  | France               | (-e) |
| Jeu 24 août 13h | Serbie-et-Monténégro | 79  | 83  | Argentine            | (-e) |
| Jeu 24 août 16h | Liban                | 72  | 95  | Nigeria              | (-e) |
| Jeu 24 août 19h | France               | 81  | 61  | Venezuela            | (-e) |

| Groupe B                            |                  |     |   |   |     |     |      |     |
|                                     | Équipe           | Pts | G | P | PP  | PC  | Diff | Dep |
| 1                                   | Espagne          | 10  | 5 | 0 | 476 | 336 | +140 |     |
| 2                                   | Allemagne        | 9   | 4 | 1 | 421 | 384 | +37  |     |
| 3                                   | Angola           | 8   | 3 | 2 | 451 | 406 | +45  |     |
| 4                                   | Nouvelle-Zélande | 7   | 2 | 3 | 345 | 393 | -48  |     |
| 5                                   | Japon            | 6   | 1 | 4 | 322 | 393 | -71  |     |
| 6                                   | Panama           | 5   | 0 | 5 | 326 | 429 | -103 |     |
|                                     |                  |     |   |   |     |     |      |     |
| Japon · Allemagne · Panamá          |                  |     |   |   |     |     |      |     |
| Angola · Nouvelle-Zélande · Espagne |                  |     |   |   |     |     |      |     |

| Sam 19 août 13h | Allemagne        | 81  | 70  | Japon            | (1e) |
| Sam 19 août 16h | Angola           | 83  | 70  | Panama           | (-e) |
| Sam 19 août 19h | Espagne          | 86  | 70  | Nouvelle-Zélande | (-e) |
| Dim 20 août 13h | Japon            | 62  | 87  | Angola           | (-e) |
| Dim 20 août 16h | Nouvelle-Zélande | 56  | 80  | Allemagne        | (-e) |
| Dim 20 août 19h | Panama           | 57  | 101 | Espagne          | (-e) |
| Lun 21 août 13h | Angola           | 95  | 73  | Nouvelle-Zélande | (-e) |
| Lun 21 août 16h | Allemagne        | 71  | 92  | Espagne          | (-e) |
| Lun 21 août 19h | Japon            | 78  | 61  | Panama           | (-e) |
| Mer 23 août 13h | Espagne          | 93  | 83  | Angola           | (-e) |
| Mer 23 août 16h | Panama           | 63  | 81  | Allemagne        | (-e) |
| Mer 23 août 19h | Nouvelle-Zélande | 60  | 57  | Japon            | (-e) |
| Jeu 24 août 13h | Angola           | 103 | 108 | Allemagne        | (-e) |
| Jeu 24 août 16h | Nouvelle-Zélande | 86  | 75  | Panama           | (-e) |
| Jeu 24 août 19h | Japon            | 55  | 104 | Espagne          | (-e) |

| Groupe C                   |           |     |   |   |     |     |      |     |
|                            | Équipe    | Pts | G | P | PP  | PC  | Diff | Dep |
| 1                          | Grèce     | 10  | 5 | 0 | 404 | 358 | +46  |     |
| 2                          | Turquie   | 9   | 4 | 1 | 370 | 358 | +12  |     |
| 3                          | Lituanie  | 8   | 3 | 2 | 413 | 353 | +60  |     |
| 4                          | Australie | 7   | 2 | 3 | 370 | 349 | +21  |     |
| 5                          | Brésil    | 6   | 1 | 4 | 399 | 392 | +7   |     |
| 6                          | Qatar     | 5   | 0 | 5 | 310 | 456 | -146 |     |
|                            |           |     |   |   |     |     |      |     |
| Brésil · Australie · Grèce |           |     |   |   |     |     |      |     |
| Qatar · Turquie · Lituanie |           |     |   |   |     |     |      |     |

| Sam 19 août 14h0  | Brésil    | 77  | 83 | Australie | (1e) |
| Sam 19 août 16h30 | Grèce     | 84  | 64 | Qatar     | (-e) |
| Sam 19 août 19h30 | Turquie   | 76  | 74 | Lituanie  | (-e) |
| Dim 20 août 13h30 | Qatar     | 66  | 97 | Brésil    | (-e) |
| Dim 20 août 16h30 | Australie | 68  | 76 | Turquie   | (-e) |
| Dim 20 août 19h30 | Lituanie  | 76  | 81 | Grèce     | (-e) |
| Mar 22 août 13h30 | Lituanie  | 106 | 65 | Qatar     | (-e) |
| Mar 22 août 16h30 | Grèce     | 72  | 69 | Australie | (-e) |
| Mar 22 août 19h30 | Turquie   | 73  | 71 | Brésil    | (-e) |
| Mer 23 août 13h30 | Australie | 57  | 78 | Lituanie  | (-e) |
| Mer 23 août 16h30 | Qatar     | 69  | 76 | Turquie   | (-e) |
| Mer 23 août 19h30 | Brésil    | 80  | 91 | Grèce     | (-e) |
| Jeu 24 août 13h30 | Australie | 93  | 46 | Qatar     | (-e) |
| Jeu 24 août 16h30 | Lituanie  | 79  | 74 | Brésil    | (-e) |
| Jeu 24 août 19h30 | Grèce     | 76  | 69 | Turquie   | (-e) |

| Groupe D                           |            |     |   |   |     |     |      |          |
|                                    | Équipe     | Pts | G | P | PP  | PC  | Diff | Dep      |
| 1                                  | États-Unis | 10  | 5 | 0 | 543 | 428 | +115 |          |
| 2                                  | Italie     | 9   | 4 | 1 | 386 | 367 | +19  |          |
| 3                                  | Slovénie   | 7   | 2 | 3 | 434 | 433 | 1    | (1v/ +7) |
| 4                                  | Chine      | 7   | 2 | 3 | 424 | 455 | -31  | (1v/ -2) |
| 5                                  | Porto Rico | 7   | 2 | 3 | 432 | 440 | -8   | (1v/ -5) |
| 6                                  | Sénégal    | 5   | 0 | 5 | 355 | 451 | -96  |          |
|                                    |            |     |   |   |     |     |      |          |
| États-Unis · Porto Rico · Slovénie |            |     |   |   |     |     |      |          |
| Chine · Italie · Sénégal           |            |     |   |   |     |     |      |          |

| Sam 19 août 14h0  | Porto Rico | 100 | 111 | États-Unis | (1e) |
| Sam 19 août 16h30 | Slovénie   | 96  | 79  | Sénégal    | (-e) |
| Sam 19 août 19h30 | Chine      | 69  | 84  | Italie     | (-e) |
| Dim 20 août 13h30 | Sénégal    | 79  | 88  | Porto Rico | (-e) |
| Dim 20 août 16h30 | Italie     | 80  | 76  | Slovénie   | (-e) |
| Dim 20 août 19h30 | États-Unis | 121 | 90  | Chine      | (-e) |
| Mar 22 août 13h30 | Chine      | 87  | 90  | Porto Rico | (-e) |
| Mar 22 août 16h30 | Italie     | 64  | 56  | Sénégal    | (-e) |
| Mar 22 août 19h30 | Slovénie   | 95  | 114 | États-Unis | (-e) |
| Mer 23 août 13h30 | Sénégal    | 83  | 100 | Chine      | (-e) |
| Mer 23 août 16h30 | Porto Rico | 82  | 90  | Slovénie   | (-e) |
| Mer 23 août 19h30 | États-Unis | 94  | 85  | Italie     | (-e) |
| Jeu 24 août 13h30 | Slovénie   | 77  | 78  | Chine      | (-e) |
| Jeu 24 août 16h30 | Italie     | 73  | 72  | Porto Rico | (-e) |
| Jeu 24 août 19h30 | États-Unis | 103 | 58  | Sénégal    | (-e) |

Légende : Pts : nombre de points (la victoire vaut 2 points, la défaite 1), G : nombre de matches gagnés, P : nombre de matches perdus, PP : nombre de points marqués, PC : nombre de points encaissés, Diff. : différence de points, en vert et gras les équipes qualifiées, en italique celles éliminées, Dep : critères de départage des équipes qui partagent les mêmes points, les parenthèses contiennent les nombres de victoires des équipes contre les autres équipes concernées par le critère de départage. 

## Tableau final
Toutes les rencontres se déroulent à Saitama.
|  | Huitièmes de finale       | Huitièmes de finale              |            |                                | Quarts de finale               | Quarts de finale           |    |  | Demi-finales                     | Demi-finales                     |  |  | Finale                         | Finale                         |
|  | Huitièmes de finale       | Huitièmes de finale              |            |                                | Quarts de finale               | Quarts de finale           |    |  | Demi-finales                     | Demi-finales                     |  |  | Finale                         | Finale                         |
|  |                           |                                  |            |                                |                                |                            |    |  |                                  |                                  |  |  |                                |                                |
|  | Sam 26 août 10h, Saitama  | Sam 26 août 10h, Saitama         |            |                                | Mar 29 août 19h30, Saitama     | Mar 29 août 19h30, Saitama |    |  | Ven 1er septembre 19h30, Saitama | Ven 1er septembre 19h30, Saitama |  |  | Dim 3 septembre 19h30, Saitama | Dim 3 septembre 19h30, Saitama |
|  | Sam 26 août 10h, Saitama  | Sam 26 août 10h, Saitama         |            |                                | Mar 29 août 19h30, Saitama     | Mar 29 août 19h30, Saitama |    |  | Ven 1er septembre 19h30, Saitama | Ven 1er septembre 19h30, Saitama |  |  | Dim 3 septembre 19h30, Saitama | Dim 3 septembre 19h30, Saitama |
|  | [1A] Argentine            | 79                               |            |                                | Mar 29 août 19h30, Saitama     | Mar 29 août 19h30, Saitama |    |  | Ven 1er septembre 19h30, Saitama | Ven 1er septembre 19h30, Saitama |  |  | Dim 3 septembre 19h30, Saitama | Dim 3 septembre 19h30, Saitama |
|  | [1A] Argentine            | 79                               |            |                                | Mar 29 août 19h30, Saitama     | Mar 29 août 19h30, Saitama |    |  | Ven 1er septembre 19h30, Saitama | Ven 1er septembre 19h30, Saitama |  |  | Dim 3 septembre 19h30, Saitama | Dim 3 septembre 19h30, Saitama |
|  | [4B] Nouvelle-Zélande     | 62                               |            |                                | Mar 29 août 19h30, Saitama     | Mar 29 août 19h30, Saitama |    |  | Ven 1er septembre 19h30, Saitama | Ven 1er septembre 19h30, Saitama |  |  | Dim 3 septembre 19h30, Saitama | Dim 3 septembre 19h30, Saitama |
|  | [4B] Nouvelle-Zélande     | 62                               | Argentine  | 83                             |                                |                            |    |  | Ven 1er septembre 19h30, Saitama | Ven 1er septembre 19h30, Saitama |  |  | Dim 3 septembre 19h30, Saitama | Dim 3 septembre 19h30, Saitama |
|  | Sam 26 août 17h, Saitama  |                                  | Argentine  | 83                             |                                |                            |    |  | Ven 1er septembre 19h30, Saitama | Ven 1er septembre 19h30, Saitama |  |  | Dim 3 septembre 19h30, Saitama | Dim 3 septembre 19h30, Saitama |
|  |                           | Turquie                          | 58         |                                |                                |                            |    |  | Ven 1er septembre 19h30, Saitama | Ven 1er septembre 19h30, Saitama |  |  | Dim 3 septembre 19h30, Saitama | Dim 3 septembre 19h30, Saitama |
|  | [2C] Turquie              | Turquie                          | 58         | 90                             |                                |                            |    |  | Ven 1er septembre 19h30, Saitama | Ven 1er septembre 19h30, Saitama |  |  | Dim 3 septembre 19h30, Saitama | Dim 3 septembre 19h30, Saitama |
|  | [2C] Turquie              | Mar 29 août 16h30, Saitama       |            | 90                             |                                |                            |    |  | Ven 1er septembre 19h30, Saitama | Ven 1er septembre 19h30, Saitama |  |  | Dim 3 septembre 19h30, Saitama | Dim 3 septembre 19h30, Saitama |
|  | [3D] Slovénie             | 84                               |            |                                |                                |                            |    |  | Ven 1er septembre 19h30, Saitama | Ven 1er septembre 19h30, Saitama |  |  | Dim 3 septembre 19h30, Saitama | Dim 3 septembre 19h30, Saitama |
|  | [3D] Slovénie             | 84                               | Argentine  | 74                             |                                |                            |    |  |                                  |                                  |  |  | Dim 3 septembre 19h30, Saitama | Dim 3 septembre 19h30, Saitama |
|  | Sam 26 août 20h, Saitama  |                                  | Argentine  | 74                             |                                |                            |    |  |                                  |                                  |  |  | Dim 3 septembre 19h30, Saitama | Dim 3 septembre 19h30, Saitama |
|  |                           | Espagne                          | 75         |                                |                                |                            |    |  |                                  |                                  |  |  | Dim 3 septembre 19h30, Saitama | Dim 3 septembre 19h30, Saitama |
|  | [1B] Espagne              | Espagne                          | 75         | 87                             |                                |                            |    |  |                                  |                                  |  |  | Dim 3 septembre 19h30, Saitama | Dim 3 septembre 19h30, Saitama |
|  | [1B] Espagne              | Ven 1er septembre 16h30, Saitama |            | 87                             |                                |                            |    |  |                                  |                                  |  |  | Dim 3 septembre 19h30, Saitama | Dim 3 septembre 19h30, Saitama |
|  | [4A] Serbie-et-Monténégro | 75                               |            |                                |                                |                            |    |  |                                  |                                  |  |  | Dim 3 septembre 19h30, Saitama | Dim 3 septembre 19h30, Saitama |
|  | [4A] Serbie-et-Monténégro | 75                               | Espagne    | 89                             |                                |                            |    |  |                                  |                                  |  |  | Dim 3 septembre 19h30, Saitama | Dim 3 septembre 19h30, Saitama |
|  | Sam 26 août 13h, Saitama  |                                  | Espagne    | 89                             |                                |                            |    |  |                                  |                                  |  |  | Dim 3 septembre 19h30, Saitama | Dim 3 septembre 19h30, Saitama |
|  |                           | Lituanie                         | 67         |                                |                                |                            |    |  |                                  |                                  |  |  | Dim 3 septembre 19h30, Saitama | Dim 3 septembre 19h30, Saitama |
|  | [2D] Italie               | Lituanie                         | 67         | 68                             |                                |                            |    |  |                                  |                                  |  |  | Dim 3 septembre 19h30, Saitama | Dim 3 septembre 19h30, Saitama |
|  | [2D] Italie               | Mer 30 août 16h30, Saitama       |            | 68                             |                                |                            |    |  |                                  |                                  |  |  | Dim 3 septembre 19h30, Saitama | Dim 3 septembre 19h30, Saitama |
|  | [3C] Lituanie             | 71                               |            |                                |                                |                            |    |  |                                  |                                  |  |  | Dim 3 septembre 19h30, Saitama | Dim 3 septembre 19h30, Saitama |
|  | [3C] Lituanie             | 71                               | Espagne    | 70                             |                                |                            |    |  |                                  |                                  |  |  |                                |                                |
|  | Dim 27 août 20h, Saitama  |                                  | Espagne    | 70                             |                                |                            |    |  |                                  |                                  |  |  |                                |                                |
|  |                           | Grèce                            | 47         |                                |                                |                            |    |  |                                  |                                  |  |  |                                |                                |
|  | [1C] Grèce                | Grèce                            | 47         | 95                             |                                |                            |    |  |                                  |                                  |  |  |                                |                                |
|  | [1C] Grèce                |                                  |            | 95                             |                                |                            |    |  |                                  |                                  |  |  |                                |                                |
|  | [4D] Chine                | 64                               |            |                                |                                |                            |    |  |                                  |                                  |  |  |                                |                                |
|  | [4D] Chine                | 64                               | Grèce      | 73                             |                                |                            |    |  |                                  |                                  |  |  |                                |                                |
|  | Dim 27 août 17h, Saitama  |                                  | Grèce      | 73                             |                                |                            |    |  |                                  |                                  |  |  |                                |                                |
|  |                           | France                           | 56         |                                |                                |                            |    |  |                                  |                                  |  |  |                                |                                |
|  | [2A] France               | France                           | 56         | 68                             |                                |                            |    |  |                                  |                                  |  |  |                                |                                |
|  | [2A] France               | Mer 30 août 19h30, Saitama       |            | 68                             |                                |                            |    |  |                                  |                                  |  |  |                                |                                |
|  | [3B] Angola               | 62                               |            |                                |                                |                            |    |  |                                  |                                  |  |  |                                |                                |
|  | [3B] Angola               | 62                               | Grèce      | 101                            |                                |                            |    |  |                                  |                                  |  |  |                                |                                |
|  | Dim 27 août 13h, Saitama  |                                  | Grèce      | 101                            |                                |                            |    |  |                                  |                                  |  |  |                                |                                |
|  |                           | États-Unis                       | 95         |                                |                                |                            |    |  |                                  |                                  |  |  |                                |                                |
|  | [1D] États-Unis           | États-Unis                       | 95         | 113                            |                                |                            |    |  |                                  |                                  |  |  |                                |                                |
|  | [1D] États-Unis           |                                  |            | 113                            |                                |                            |    |  |                                  |                                  |  |  |                                |                                |
|  | [4C] Australie            | 73                               |            | Match pour la 3e place         | Match pour la 3e place         |                            |    |  |                                  |                                  |  |  |                                |                                |
|  | [4C] Australie            | 73                               | États-Unis | Match pour la 3e place         | Match pour la 3e place         | 85                         |    |  |                                  |                                  |  |  |                                |                                |
|  | Dim 27 août 10h, Saitama  | Dim 27 août 10h, Saitama         | États-Unis | Sam 2 septembre 19h30, Saitama | Sam 2 septembre 19h30, Saitama | 85                         |    |  |                                  |                                  |  |  |                                |                                |
|  | Dim 27 août 10h, Saitama  | Dim 27 août 10h, Saitama         |            | Sam 2 septembre 19h30, Saitama | Sam 2 septembre 19h30, Saitama | Allemagne                  | 65 |  |                                  |                                  |  |  |                                |                                |
|  | [2B] Allemagne            | 78                               | Argentine  | 81                             |                                | Allemagne                  | 65 |  |                                  |                                  |  |  |                                |                                |
|  | [2B] Allemagne            | 78                               | Argentine  | 81                             |                                |                            |    |  |                                  |                                  |  |  |                                |                                |
|  | [3A] Nigeria              | 77                               |            | États-Unis                     | 96                             |                            |    |  |                                  |                                  |  |  |                                |                                |
|  | [3A] Nigeria              | 77                               |            | États-Unis                     | 96                             |                            |    |  |                                  |                                  |  |  |                                |                                |

Classement 5 à 8
|  | Tour de classement         | Tour de classement     |          |    | 5e place                   | 5e place                   |
|  | Tour de classement         | Tour de classement     |          |    | 5e place                   | 5e place                   |
|  |                            |                        |          |    |                            |                            |
|  | 31 août 16h30, Saitama     | 31 août 16h30, Saitama |          |    | 2 septembre 16h30, Saitama | 2 septembre 16h30, Saitama |
|  | 31 août 16h30, Saitama     | 31 août 16h30, Saitama |          |    | 2 septembre 16h30, Saitama | 2 septembre 16h30, Saitama |
|  | Turquie                    | 95ap                   |          |    | 2 septembre 16h30, Saitama | 2 septembre 16h30, Saitama |
|  | Turquie                    | 95ap                   |          |    | 2 septembre 16h30, Saitama | 2 septembre 16h30, Saitama |
|  | Lituanie                   | 84                     |          |    | 2 septembre 16h30, Saitama | 2 septembre 16h30, Saitama |
|  | Lituanie                   | 84                     | Turquie  | 56 |                            |                            |
|  | 31 août 19h30, Saitama     |                        | Turquie  | 56 |                            |                            |
|  |                            | France                 | 64       |    |                            |                            |
|  | France                     | France                 | 64       | 75 |                            |                            |
|  | France                     |                        |          | 75 |                            |                            |
|  | Allemagne                  | 73                     |          |    |                            |                            |
|  | Allemagne                  | 73                     | 7e place |    |                            |                            |
|  |                            |                        |          |    |                            |                            |
|  | 3 septembre 16h30, Saitama |                        |          |    |                            |                            |
|  |                            |                        |          |    |                            |                            |
|  | Lituanie                   | 77                     |          |    |                            |                            |
|  | Lituanie                   | 77                     |          |    |                            |                            |
|  | Allemagne                  | 62                     |          |    |                            |                            |
|  | Allemagne                  | 62                     |          |    |                            |                            |

## Classement final

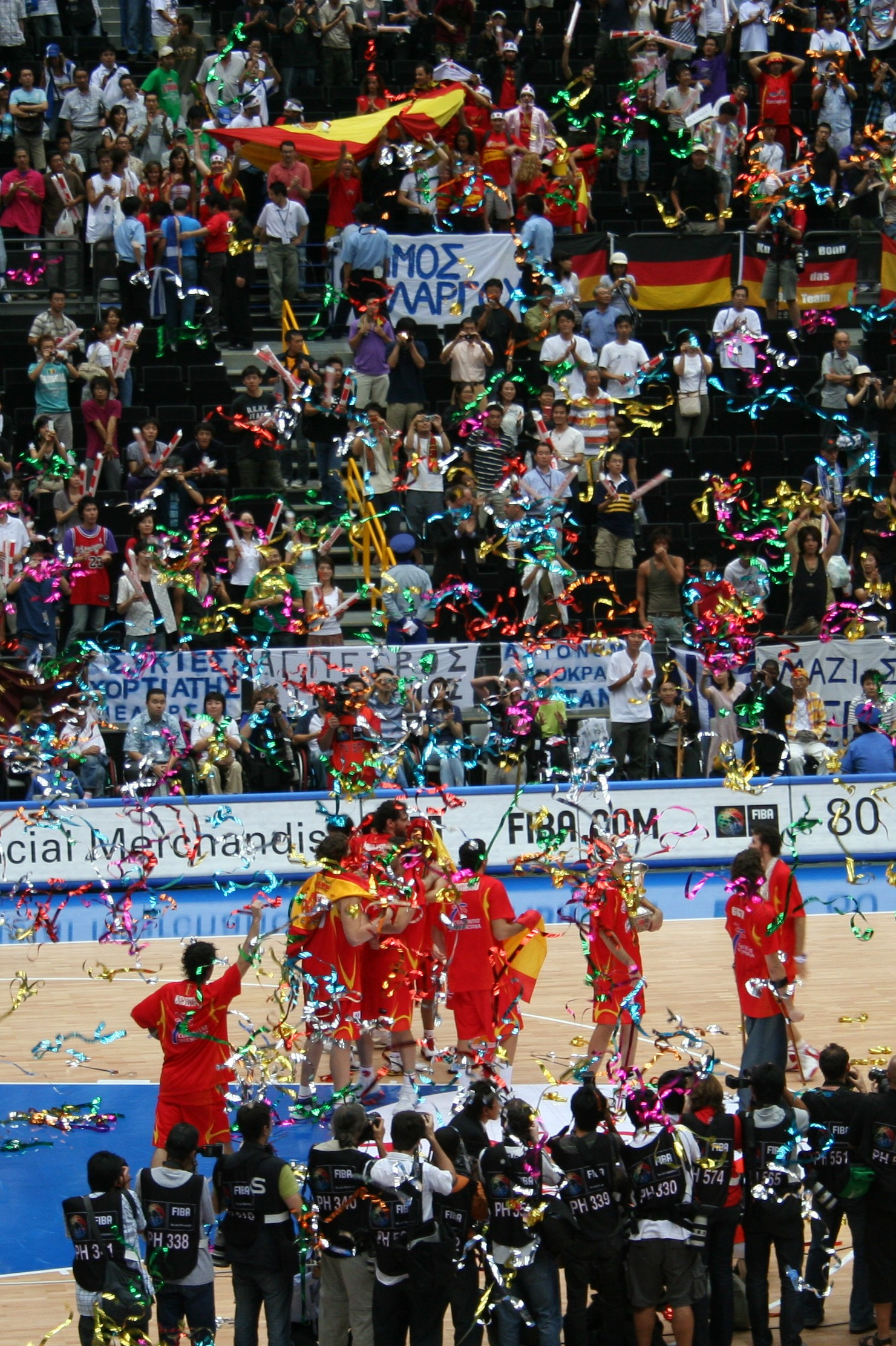
Les champions célébrés

| Place                    | Équipe               | Vict.-Déf. | Point average |
| Vainqueur                | Vainqueur            | Vainqueur  | Vainqueur     |
| ------------------------ | -------------------- | ---------- | ------------- |
| 1                        | Espagne              | 9-0        | -             |
| Échec en finale          |                      |            |               |
| 2                        | Grèce                | 8-1        | -             |
| Échec en ½ finale        |                      |            |               |
| 3                        | États-Unis           | 8-1        | -             |
| 4                        | Argentine            | 7-2        | -             |
| Échec en ¼ de finale     |                      |            |               |
| 5                        | France               | 6-3        | -             |
| 6                        | Turquie              | 6-3        | -             |
| 7                        | Lituanie             | 5-4        | -             |
| 8                        | Allemagne            | 5-4        | -             |
| Échec en 8e de finale    |                      |            |               |
| 9                        | Italie               | 4-2        | -             |
| 10                       | Angola               | 3-3        | -             |
| 11                       | Serbie-et-Monténégro | 2-4        | 1,1025        |
| 12                       | Slovénie             | 2-4        | 0,9904        |
| 13                       | Australie            | 2-4        | 0,9589        |
| 14                       | Nigeria              | 2-4        | 0,9512        |
| 15                       | Chine                | 2-4        | 0,8873        |
| 16                       | Nouvelle-Zélande     | 2-4        | 0,8623        |
| Échec en phase de poules |                      |            |               |
| 17                       | Porto Rico           | 2-3        | 0,9818        |
| 18                       | Liban                | 2-3        | 0,7915        |
| 19                       | Brésil               | 1-4        | 1,0179        |
| 20                       | Japon                | 1-4        | 0,8193        |
| 21                       | Venezuela            | 1-4        | 0,7887        |
| 22                       | Sénégal              | 0-5        | 0,7871        |
| 23                       | Panama               | 0-5        | 0,7599        |
| 24                       | Qatar                | 0-5        | 0,6798        |

## Statistiques

### Lors de la première phase
- Meilleur marqueur :  Yao Ming - 28,4 points/match
- Meilleur rebondeur :  Richard Lugo - 11,4 rebonds/match
- Meilleur passeur :  Chris Paul - 6,8 passes/match

### Les récompenses
- Meilleur joueur : Pau Gasol (Espagne)
- Équipe type : Emanuel Ginóbili (Argentine), Theódoros Papaloukás (Grèce), Jorge Garbajosa (Espagne), Carmelo Anthony (États-Unis), Pau Gasol (Espagne)

### Bilan du championnat
Les deux finalistes arrivaient pour la première fois à ce stade de la compétition. Mais le premier enseignement est bien le retour en force de l'Europe : deux finalistes, six équipes sur huit en quarts de finale, une forte impression tactique et technique… qui a même suscité l'admiration de l'entraîneur américain. Impression renforcée par le fait qu'un seul des finalistes (José Manuel Calderón) joue dans la ligue nord-américaine.

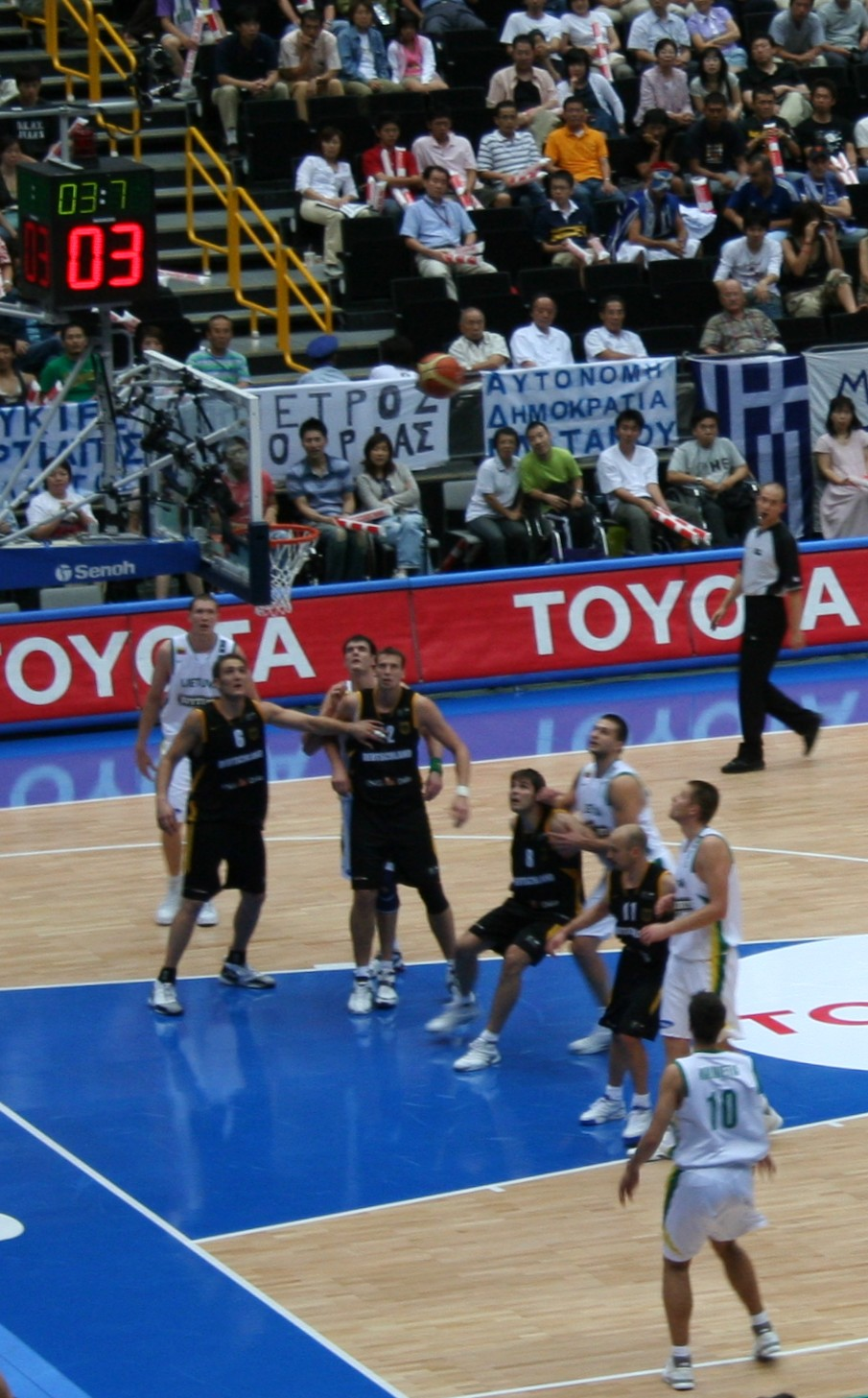
Allemagne-Lituanie

Privée de son meilleur joueur, Pau Gasol, l'Espagne voit le triomphe de sa fabuleuse équipe junior de 1999 (la generación de oro comme elle est surnommée : Pau Gasol, Felipe Reyes, Juan Carlos Navarro, José Manuel Calderón, Berni Rodríguez). Après leur démonstration offensive face aux Américains, les Grecs, et leur sélectionneur légendaire Panayótis Yannákis, n'ont pu venir à bout de la défense espagnole (31 % d'adresse). Seuls donc, Américains et Argentins ont su se mettre au niveau de ces deux équipes, les demi-finales rassemblant bien de l'avis général les quatre meilleures équipes. Si les Argentins n'ont pas démérité, l'Espagne gagnant sa place en finale dans les dernières secondes, leur absence du podium était inattendue. Avec le passage du cap de la trentaine de plusieurs éléments majeurs, l'avenir des Albiceleste (« ciel et blanc ») semble moins radieux. Les États-Unis ont gagné une nouvelle médaille, ce qui n'était pas acquis après l'affront de la sixième place d'Indianapolis, qui plus est à domicile. Le plan de travail sur trois ans dans l'optique des Jeux olympiques de 2008 a trouvé avec la médaille de bronze un bel encouragement.
En tête du carré suivant, le bilan de la France (5e) donnait satisfaction à Claude Bergeaud : « C'est au-dessus de tout ce qu'on pensait, c'est tout simplement un rêve (…) On a confirmé notre place de l'année dernière. On ne peut pas être mieux placés. Je ne pensais pas qu'on pouvait arriver à cette place-là, compte tenu en plus des pépins qu'on a eus » en l'absence de Tony Parker. Parmi les plus jeunes équipes de la compétition, tous les espoirs lui sont permis à l'avenir. Mais les jeunes générations de Turquie (6e), de Lituanie (7e) voire d'Italie (9e) avec notamment le jeune Marco Belinelli et de Serbie (11e) ont des ambitions similaires. Dirk Nowitzki a semblé en revanche un peu seul pour porter l'Allemagne (8e).
Les équipes africaines ont confirmé l'émergence du continent dans la hiérarchie mondiale. L'Angola n'a chuté qu'après trois prolongations contre les Allemands et a montré d'excellentes dispositions en huitièmes de finale contre les Français, alors que le Nigeria n'a pas démérité. La représentation grandissante du continent noir en NBA laisse penser qu'il faudra compter avec lui dans les prochaines compétitions intercontinentales. L'Amérique (hors Argentine et États-Unis) est en revanche en retrait avec le Brésil autrefois porté par Oscar Schmidt en queue de peloton, Porto Rico privé de ses anciennes vedettes Rivas et Ortiz peu avant le faible Panama. L'Asie et l'Océanie ont également déçu : les équipes océaniennes d'Australie (malgré la présence de Andrew Bogut) et de Nouvelle-Zélande sont mal classées, tout comme les locaux Japonais (invités), alors que la Chine reste faible, hors Yao Ming et l'on voit mal ce qui pourrait l'amener sur le podium à Pékin.
Enfin, l'arbitrage n'a pas fait parler beaucoup de lui, ce qui semble confirmer là aussi les progrès structurels du basket FIBA. La compétition fut d'une belle tenue, malgré la timidité du public nippon. L'intérêt médiatique hors États-Unis (peu concernés) a semblé progresser, le site fiba.com établissant même la meilleure progression hebdomadaire du classement Alexa.